# داوود توحیدپرست
داوود توحیدپرست (زاده ‍۱ دی ۱۳۳۹ - تهران) کارگردان، فیلم‌نامه‌نویس و بازیگر ایرانی است.

## فیلم‌شناسی

### کارگردان
- شیرین قناری بود (۱۳۹۰)
- نامزد آمریکایی من (۱۳۸۷)
- معصوم (۱۳۷۷)

### نویسنده
- شیرین قناری بود (۱۳۹۰)
- نامزد آمریکایی من (۱۳۸۷)

### تهیه کننده
- شیرین قناری بود (۱۳۹۰)

### بازیگر
- نامزد آمریکایی من (۱۳۸۷)
- هور در آتش (۱۳۷۰)